# Tour Corta (Capbreton)
La tour Corta est une habitation originale comprenant une tour d'observation construite sur la commune de Capbreton, dans le département français des Landes.

## Présentation
Elle est construite en 1886 par le peintre Paul Joseph Corta (Dax, 1837-Tercis-les-Bains, 1900). Il utilise pour cette construction des pierres issues de ses carrières à Tercis-les-Bains. La tour elle-même a un plan carré de 4 mètres de côté. L'auteur enflammait le soir venu quatre vasques chargées d'huile éclairant ainsi les dunes de Capbreton.
Elle est longtemps restée le seul bâtiment présent dans le quartier, dominant le terrain composé de landes rases et de vignes.
Pendant l'occupation de la France par l'Allemagne pendant la Seconde Guerre mondiale, la tour est utilisée par des éléments de la Luftwaffe.
De nos jours, elle peut être visitée lors des Journées européennes du patrimoine.

## Galerie

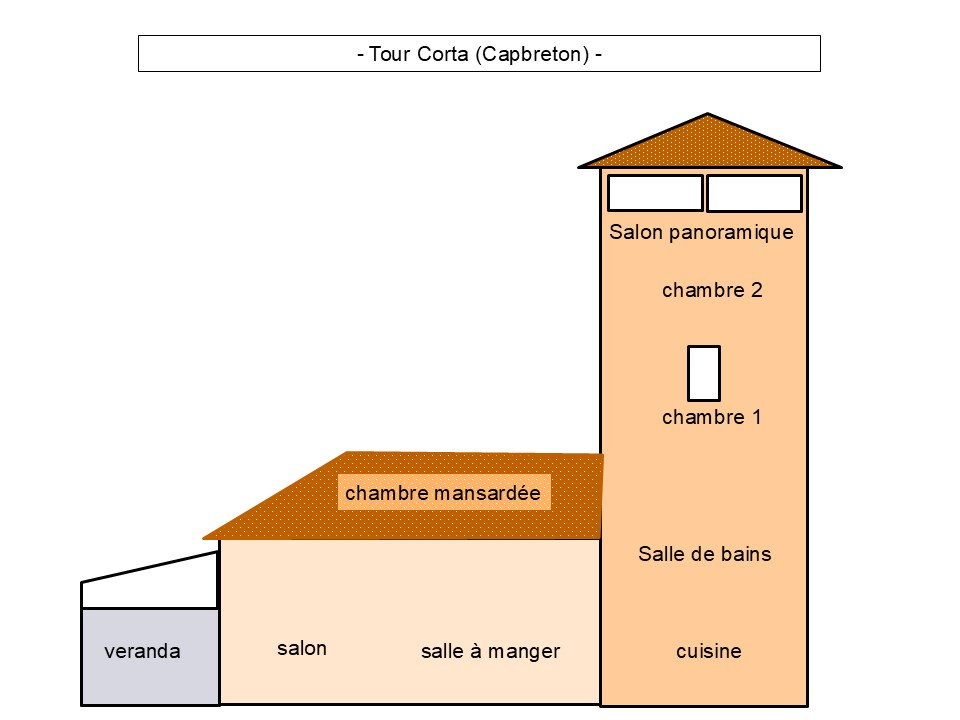
Schéma de la tour Corta
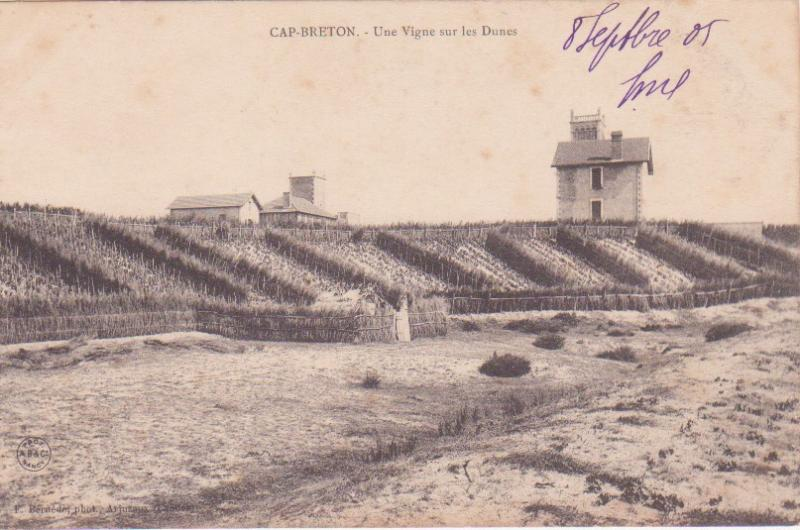
La tour dans les vignes en 1905
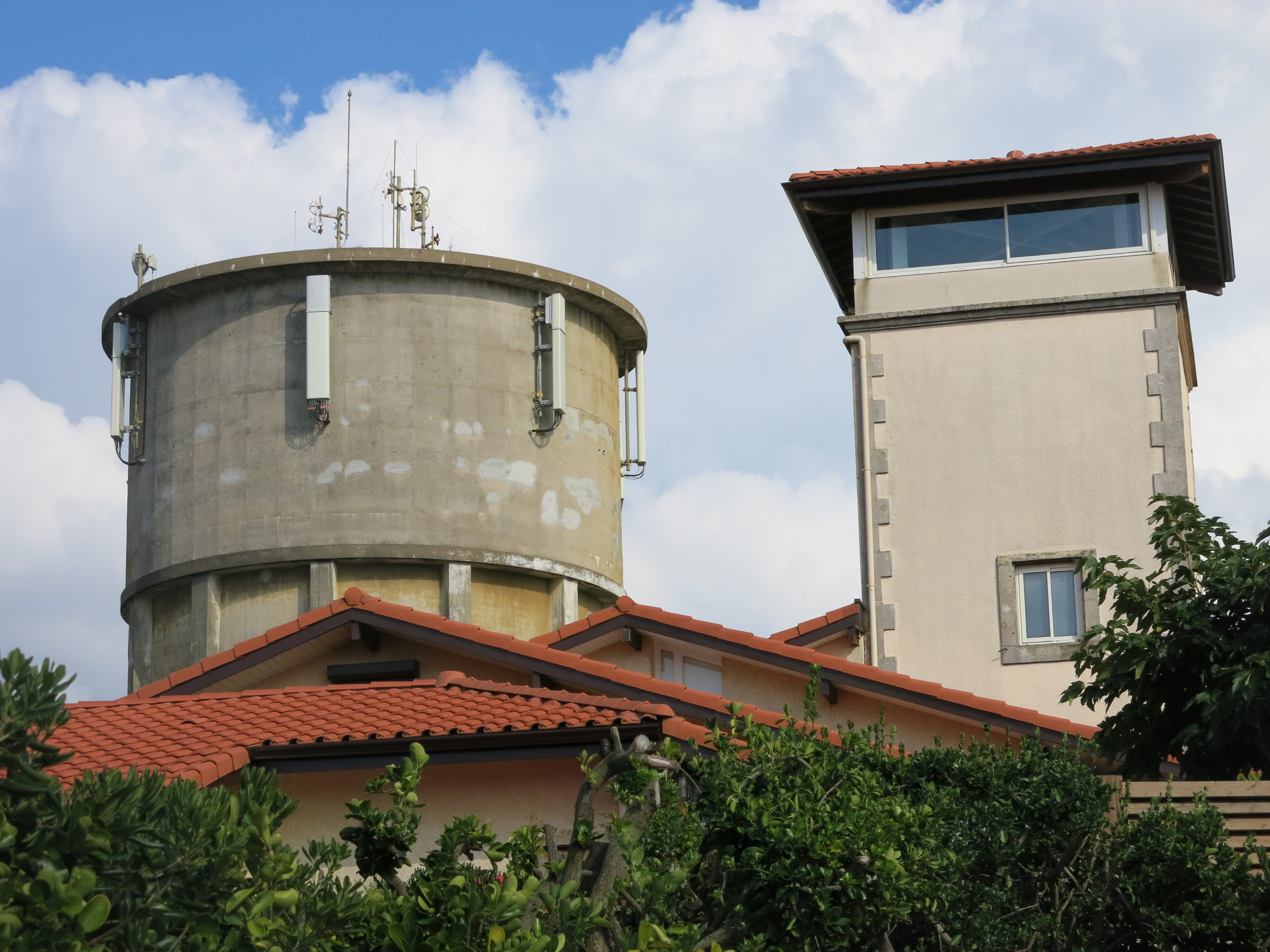
La tour et le château d'eau
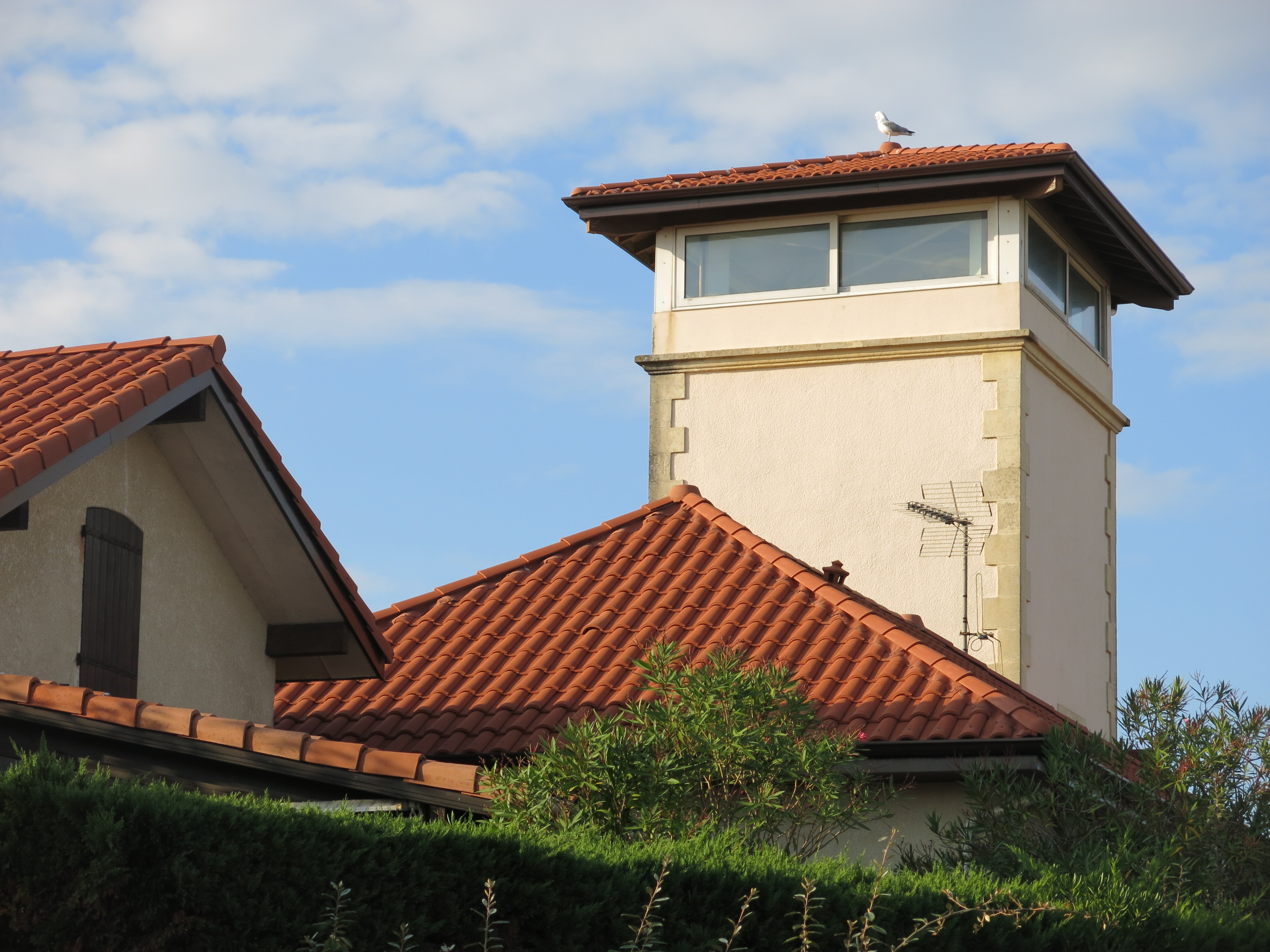
Face sud
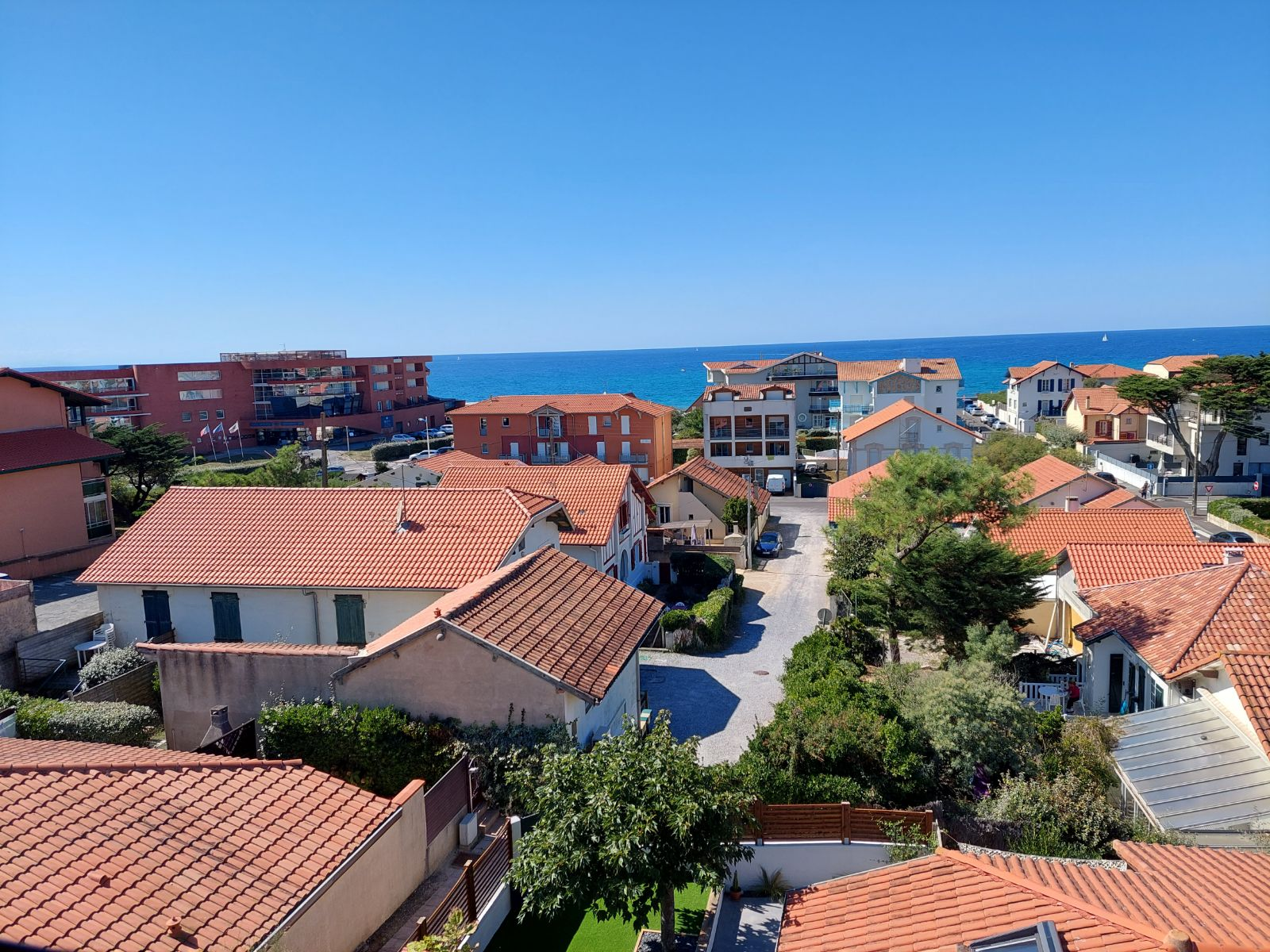
Vue vers l'ouest depuis la salle panoramique